# Клеопа (Стронгилис)
Митрополи́т Клео́па (греч. Μητροπολίτης Κλεόπας, в миру Панайо́тис Стронги́лис, греч. Παναγιώτης Στρογγύλης; род. 20 августа 1966, Неа-Змирни, Аттика) — епископ Константинопольской православной церкви; митрополит Шведский и Скандинавский (c 2014); доктор богословия, сторонник активного экуменизма.

## Биография
Родился 20 августа 1966 года в Неа-Змирни, в южном районе Афин.
После получения начального образования, в 1984 году окончил Ризарийскую богословскую школу, а в 1988 году — богословский институт Афинского университета, после окончания которого прослушал двухгодичный курс по каноническому праву в Афинском университете. В 1989 году был хиротонисан во диакона. В 1992 году получил степень магистра искусств в Даремском университете и в августе митрополитом Фессалиотидским Клеопой (Фомопулосом) был хиротонисан во пресвитера и возведён в достоинство архимандрита.
Приехав в Америку, обучался в семинарии Святого Креста, где получил степень магистра богословия. Прослушав курс лекций в Бостонском университете и Гарвардской школе богословия, в 1994 году защитил докторскую диссертацию в Салоникийском университете.
С августа 2004 года проходил своё священническое служение в Свято-Троицком приходе в Лоуэлле, а с 1 марта 2009 года настоятелем Благовещенского кафедрального собора в Бостоне, в юрисдикции Американской архиепископии Константинопольского патриархата. Являлся директором департамента образования в Бостонской митрополии. Известен своими исследованиями жизни и духовного наследия святого Некратия Эгинского.
5 мая 2014 года решением Священного синода избран митрополитом Шведским и Скандинавским.
21 мая 2014 года в Георгиевском соборе в Стамбуле состоялась его епископская хиротония. Хиротонию совершили: патриарх Константинопольский Варфоломей, архиепископ Американский Димитрий (Тракателлис), митрополит Замбийский и Малавийский Иоаким (Кондовас) (Александрийский Патриархат), митрополит Кидонийский Афинагор (Хрисанис) и архиепископ Иоппийский Дамаскин (Гаганьярас) (Иерусалимский Патриархат),  митрополит Феодоропольский Герман (Афанасиадис), митрополит Каллиопольский и Мадитский Стефан (Динидис), епископ Синадский Дионисий (Сакатис) и епископ Мокисский Димитрий (Кандзавелос).
14 июня в Стокгольме в кафедральном соборе Святого Георгия состоялась его интронизация в присутствии архиепископа Карельского Льва (Макконена), митрополита Таллиннского Стефана (Хараламбидиса), митрополита Бельгийского Афинагора (Пекстадта).
29 сентября 2015 года состоялась официальная встреча митрополита с королём Швеции Карлом XVI Густавом.
Кроме родного греческого языка, свободно владеет английским, ивритом, а также частично латынью, французским и итальянским языками.